# Jarosław Kociołek
Jarosław Kociołek, pseud. Kryłacz (ur. w 1922 w Pikulicach, zm. 13 czerwca 1947, Zawadka) – ukraiński dowódca wojskowy, porucznik UPA.
Naukę rozpoczął w rodzinnych Pikulicach, a ukończył szkołę podstawową ("Szaszkewicziwkę") w Przemyślu. W 1935 rozpoczął naukę w przemyskim gimnazjum, które ukończył w 1939.
W 1941 został członkiem Organizacji Ukraińskich Nacjonalistów. W 1942 został skierowany do szkoły oficerskiej Ukraińskiej Policji Pomocniczej we Lwowie, po jej ukończeniu służył na posterunku policji w Niżankowicach.
Po dezercji funkcjonariuszy Ukraińskiej Policji Pomocniczej i wstąpieniu do UPA w 1944 najpierw dowodził czotą, a następnie (przez pewien czas) sotnią "Stacha".
Był dowódcą sotni „Udarnyky-6” (96 b), należącej do kurenia „Bajdy”. Zginął w zasadzce, zorganizowanej przez 1 pułk piechoty, pomiędzy Trzciańcem a Zawadką, razem ze strzelcem "Hrabem" z sotni "Burłaki".

## Literatura
- Artur Bata: Bieszczady w ogniu, KAW Rzeszów 1987.
- Ярослав Стех: Пропам'ятна книга україських діячів Перемищини, Przemyśl-Lwów 2006.
- Grzegorz Motyka: Tak było w Bieszczadach. Walki polsko-ukraińskie w Polsce 1943-1948, Warszawa 1998, ISBN 83-7233-065-4.